# Thesium fuscum
Thesium fuscum là một loài thực vật có hoa trong họ Santalaceae. Loài này được A.W.Hill miêu tả khoa học đầu tiên năm 1910.